# Neerach
Neerach est une commune suisse du canton de Zurich, située dans le district de Dielsdorf.

Photo aérienne (1950).

## Histoire
Neerach fait partie du bailliage de Kybourg jusqu'en 1442, puis du bailliage de Neuamt jusqu'en 1798.